# 湖の女たち
『湖の女たち』（みずうみのおんなたち）は、吉田修一による日本の小説。
『週刊新潮』（新潮社）2018年8月30日号から2019年8月15日・22日号に連載され、2020年10月29日に新潮社から単行本化された後、2023年7月28日に新潮文庫から文庫化された。
2024年に映画版が公開された。

## 映画
監督は大森立嗣、主演は福士蒼汰と松本まりか。当初は2023年11月の公開を予定していたが、同年7月27日に公開が2024年初夏に変更されることが発表された後、2024年5月17日に公開された。

### キャスト
- 濱中圭介：福士蒼汰[7][8]
- 豊田佳代：松本まりか[7][8]
- 池田由季：福地桃子[7][8]
- 竹脇東：近藤芳正[7]
- 河合勇人：平田満[7]
- 服部久美子：根岸季衣[7]
- 服部の夫：菅原大吉[7]
- 服部三葉：土屋希乃[7]
- 濱中華子：北香那[7]
- 小野梓：大後寿々花[7]
- 二谷紀子：川面千晶[7]
- 本間佐知子：呉城久美[7]
- 市島松江：穂志もえか[7]
- 市島民男：奥野瑛太[7]
- 両角署長：吉岡睦雄[7]
- 渡部編集長：信太昌之[7]
- 豊田浩二：鈴木晋介[7]
- 医療機器メーカーの担当者：長尾卓磨[7]
- 小林剛：伊藤佳範[7]
- 谷川：岡本智礼[7]
- 徳竹会の若い男：泉拓磨[7]
- ハバロフスク裁判の被告（声）：荒巻全紀[7]
- 松本郁子：財前直見[7][8]
- 市島松江：三田佳子[7][8]
- 伊佐美佑：浅野忠信[7][8]

### スタッフ
- 原作：吉田修一『湖の女たち』（新潮文庫刊）[6]
- 監督・脚本：大森立嗣
- プロデューサー：吉村知己、和田大輔[7]
- 音楽：世武裕子[7][8]
- 撮影：辻智彦[7][8]
- 美術：大原清季[7][8]
- 照明：大久保礼司[7][8]
- 装飾：遠藤善人[7][8]
- 録音：吉田憲義[7][8]
- 編集：早野亮[7][8]
- 衣装：纐纈春樹[7][8]
- ヘアメイク：豊川京子[7][8]
- 助監督：小南敏也[7]
- 制作担当：大田康一[7]
- アシスタント・プロデューサー：庄司智江[7]
- 協力：滋賀ロケーションオフィス
- 宣伝協力：FINOR
- 企画協力：新潮社
- 制作プロダクション：ヨアケ[6]
- 製作幹事・配給：東京テアトル、ヨアケ[6]
- 製作：映画「湖の女たち」製作委員会（東京テアトル、アクシー、テンダープロ、日本映画振興財団、ハピネットファントム・スタジオ、ヨアケ、平成プロジェクト、グランマーブル、ハピネット・メディアマーケティング）[6]